# Zikmund z Thunu
Zikmund z Thunu (německy Sigmund Thun, 22. října 1487 – 31. března 1569, hrad Thun) byl šlechtic z jihotyrolského rodu Thunů. Byl velmi vzdělaný a působil jako císařský vyslanec při tridentském koncilu a sepsal dějiny rodu Thunů.

## Život

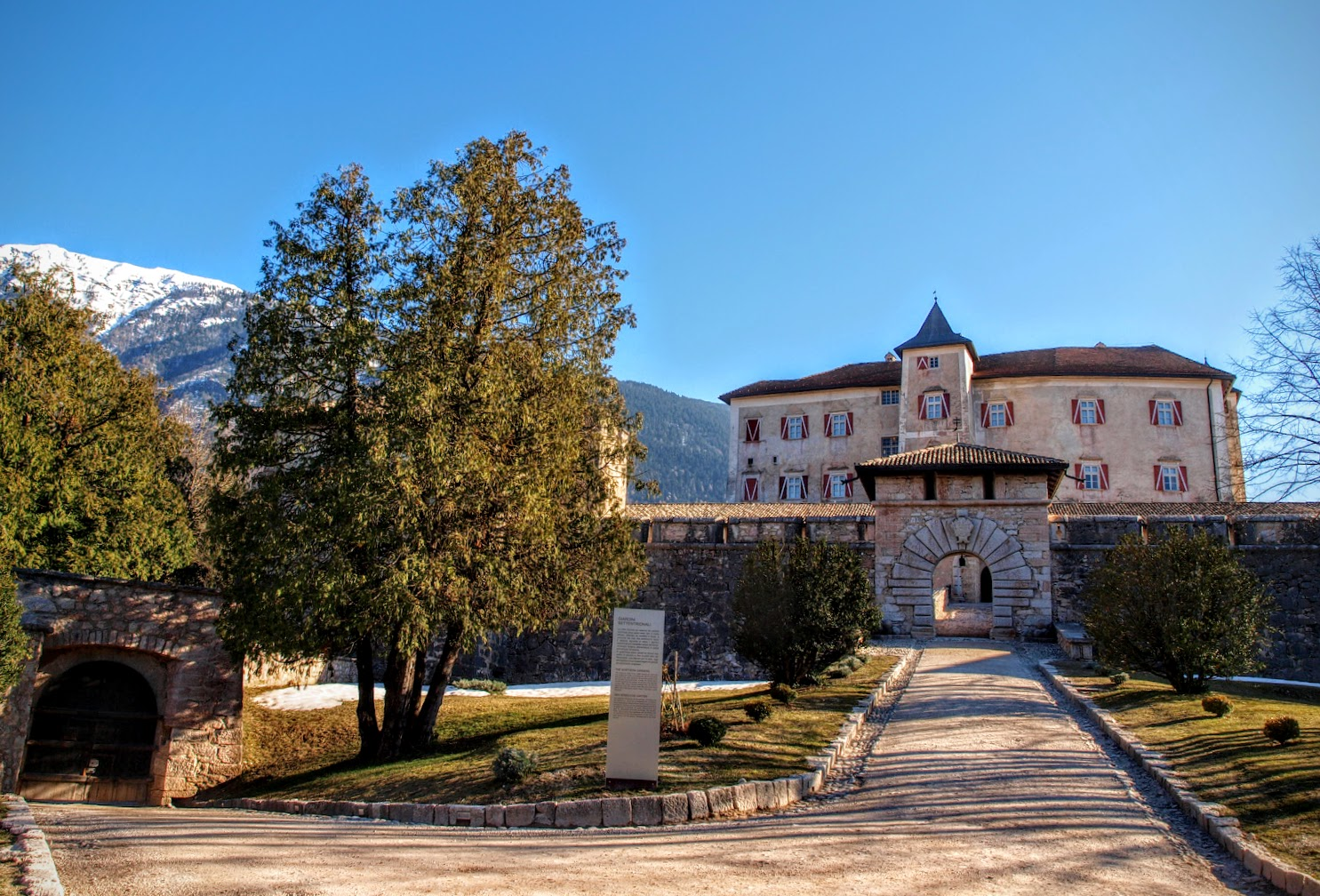
Hrad Thun v Jižním Tyrolsku

Narodil se jako syn Antonína Marii Potense z Thunu a jeho první manželky Heleny von Tumbritz.
Zikmund nejprve studoval práva na německých a italských univerzitách a v roce 1531 získal titul Sigismundus de Thono Juris utriusque Doctor et Eques.
Císař Maxmilián I. ho jmenoval tajným radou a komorníkem a císař Ferdinand I. ho v roce 1525 jmenoval nejvyšším hofmistrem svých dcer, Kateřiny a Eleonory. Poté se Zikmund stal poradcem Hornorakouského sněmu v Innsbrucku a císařským vyslancem v Benátkách.
Zikmund se nikdy neoženil, aby se mohl věnovat výhradně veřejné službě. Jeho životní motto bylo: „Christus spes mea“. V roce 1549 nechal zbudovat rodovou hrobku pod hlavním oltářem kostela v jihotyrolském městečku Vigo v údolí Fassa.
Zemřel 31. března 1569 při požáru, který ve večerních hodinách vypukl v jeho pokoji na rodovém zámku Thun. Bylo mu 82 let.